# Bilalići
Bilalići su naseljeno mjesto u sastavu općine Teočak, Federacija Bosne i Hercegovine, BiH.

## Stanovništvo
| Bilalići           |              |
| godina popisa      | 1991.        |
| Muslimani          | 958 (99,58%) |
| Srbi               | 0            |
| Hrvati             | 0            |
| Jugoslaveni        | 2 (0,21%)    |
| ostali i nepoznato | 2 (0,21%)    |
| ukupno             | 962          |